# فرودگاه سانتیاگو پتی‌آزه گویرز
فرودگاه سانتیاگو پتی‌آزه گویرز (به انگلیسی: Santiago Pérez Quiroz Airport) (به زبان بومی: Aeropuerto Santiago Pérez Quiroz) یک فرودگاه همگانی عملیاتی با کد یاتا AUC است که یک باند فرود آسفالت دارد و طول باند آن ۲٬۱۰۰ متر است. این فرودگاه در کشور کلمبیا قرار دارد و در ارتفاع ۱۲۹ متری از سطح دریا واقع شده است.